# Wielki Gościniec Litewski

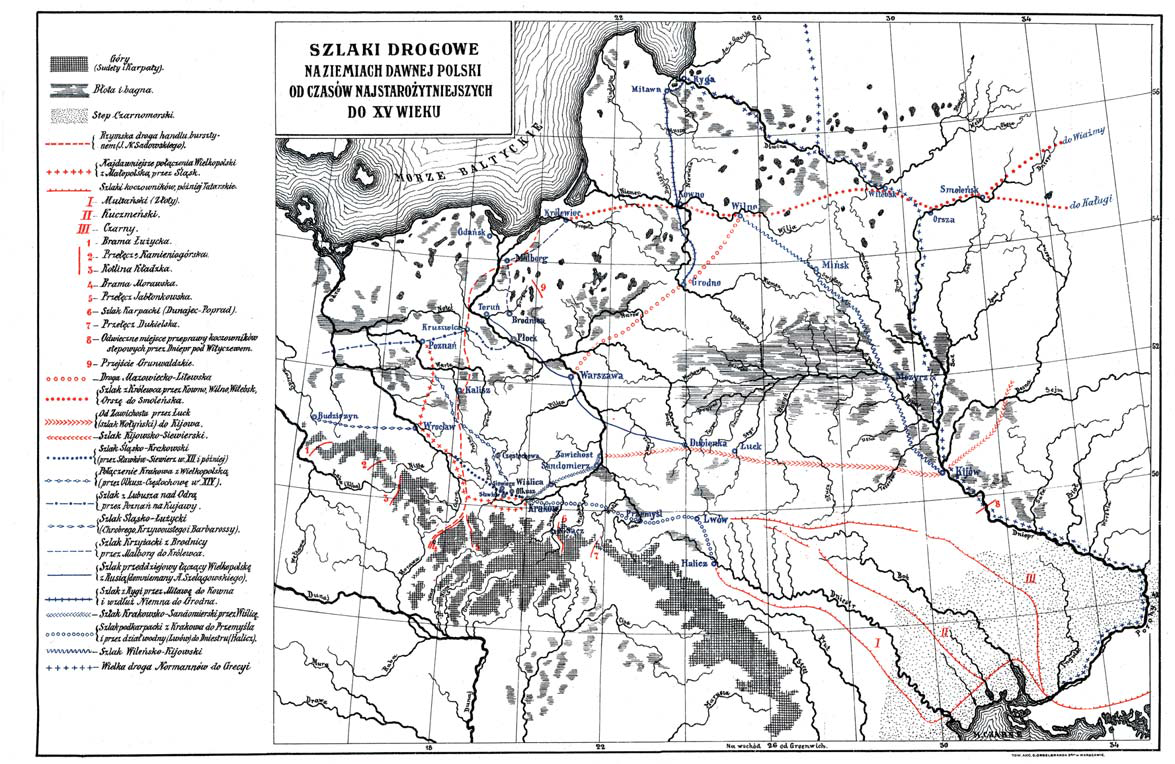
"Szlaki drogowe", mapa z Geografii ziem dawnej Polski Antoniego Sujkowskiego (1918).

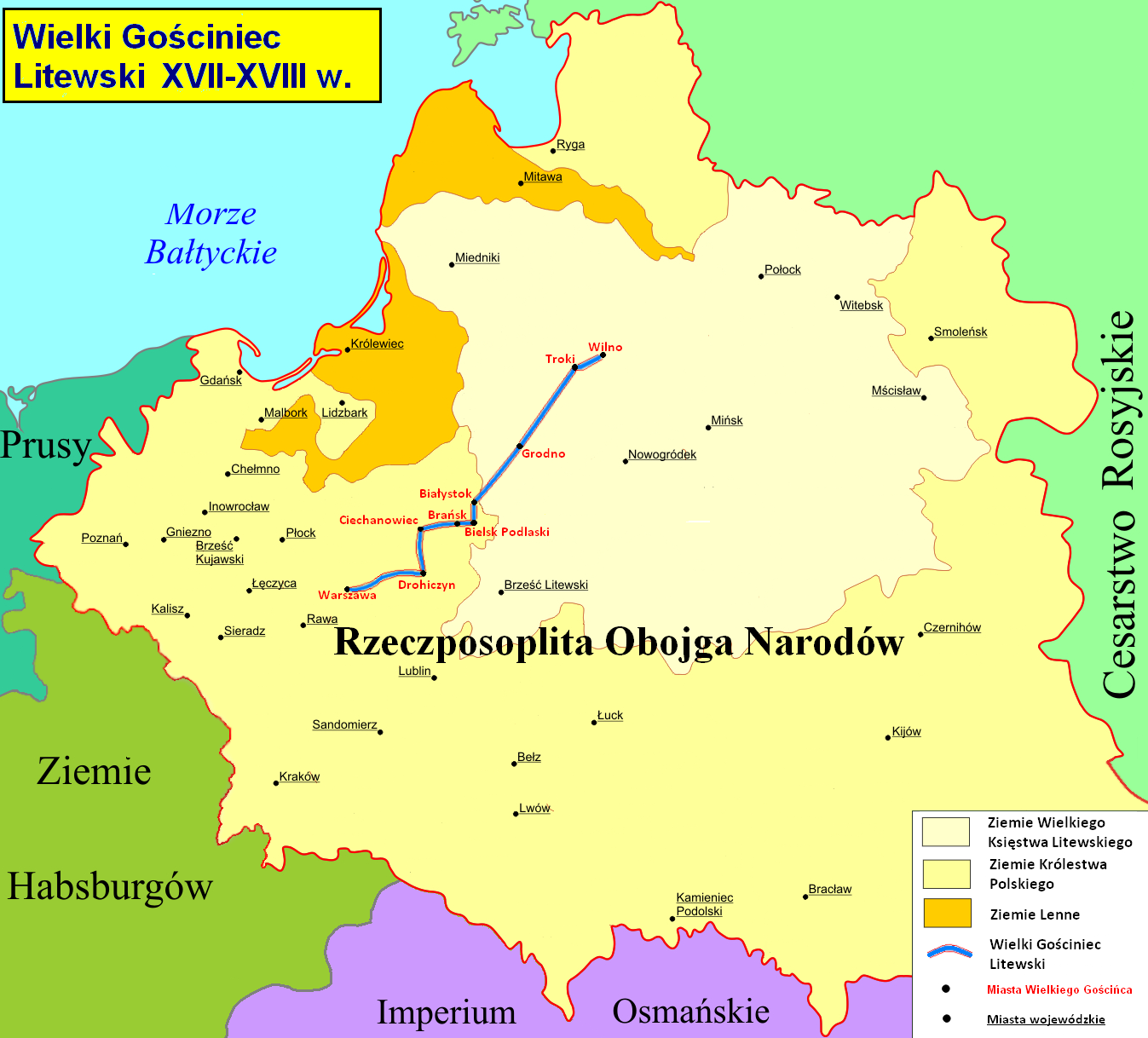
Wielki Gościniec Litewski

Wielki Gościniec Litewski – jeden z najważniejszych lądowych traktów handlowych Rzeczypospolitej, zwany też w XVIII wieku "Wielkim traktem pocztowym".
Łączył Warszawę z Wilnem, czyli Koronę Polską z Wielkim Księstwem Litewskim. Biegł przez Sulejówek, Okuniew, Stanisławów, Dobre, Liw, Węgrów, Sokołów Podlaski, gdzie rozwidlał się w kierunku na:
- (starszą odnogę) Skrzeszew, Frankopol, Wirów i Drohiczyn (przeprawa przez Bug)
- (nowszą odnogę) Granne (przeprawa przez Bug), Perlejewo, Pobikry, Rutkę, Ciechanowiec, Brańsk, Bielsk Podlaski, Wojszki, Białystok, Supraśl, Wasilków, Czarną Białostocką, Sokółkę, Kuźnicę Białostocką, Grodno, Rotnicę, Merecz, Orany, do Wilna. Z Wilna szlak prowadził w głąb Wielkiego Księstwa Litewskiego, do Inflant lub Petersburga, zaś z Warszawy do najważniejszych stolic Europy.

Trasa na przełomie wieków zmieniała się, zbaczając z głównego traktu, jednak istnienie kilku wariantów gościńca nie zmieniało w sposób zasadniczy jego biegu. Początki szlaku sięgają XI–XIII wieku, ale czasy jego świetności przypadają na wiek XVIII. Wraz z pojawieniem się regularnej poczty w czasach saskich pojawiły się na szlaku stacje pocztowe, których obowiązek utrzymania spoczywał na leżących wzdłuż Gościńca miastach. W stacjach pocztowych dbano o wysoki poziom usług zarówno kurierskich jak i pasażerskich. Swoje wojaże Wielkim Gościńcem opisywało wielu podróżników. Do najciekawszych należy XVIII-wieczna relacja  Georga Forstera z roku 1784, uczestnika morskiej wyprawy Jamesa Cooka, wykładowcy Uniwersytetu Wileńskiego, spisana w jego dzienniku z podróży do Wilna, jaką odbył na zaproszenie Hugo Kołłątaja, a drukowana później w wielu ówczesnych gazetach europejskich.
27 listopada 2009 roku na Zamku Królewskim w Warszawie odbyła się konferencja „Wielki Gościniec Litewski jako szlak turystyczny”, inaugurująca realizację projektu pod tą samą nazwą. Celem projektu jest wykreowanie, wytyczenie i wypromowanie nowego szlaku turystycznego wzdłuż historycznego traktu handlowego i pocztowego wiodącego z Warszawy do Wilna. W celu realizacji przedsięwzięcia, 8 maja 2012 roku w Sokołowie Podlaskim powołano do życia Lokalną Organizację Turystyczną Wielki Gościniec Litewski.
Staraniem Sokołowskiego Towarzystwa Społeczno Kulturalnego na początku roku 2012 ukazał się bezpłatny, ilustrowany, przewodnik pt. Wielki Gościniec Litewski
Powiat Sokólski jest częścią nowego szlaku turystycznego, biegnącego śladem Wielkiego Gościńca Litewskiego, wielokulturowej Rzeczypospolitej Obojga Narodów.